# Mirza Ghalib (film)
Mirza Ghalib è un film indiano del 1954 diretto da Sohrab Modi.
Si tratta di un film biografico basato sulla vita del poeta Mirza Ghalib. Racconta della lenta ma inesorabile discesa alla povertà che lo porterà alla prigione, e del suo amore tragico e sfortunato con una ragazza di nome Chaudvin.

## Riconoscimenti
- National Film Awards
  - 1954: "Best Feature Film"
  - 1954: "Best Feature Film in Hindi"
- Filmfare Awards
  - "Best Art Direction (B&W)": Rusi K. Banker